# در کلاسیکر
در کلاسیکر (به آلمانی: Der Klassiker "dɛr klassɪkɛr")، یا رقابت بزرگ، سنتی و دیرینه فوتبال آلمان اشاره به رویارویی میان دو تیم بایرن مونیخ و بروسیا دورتموند دارد. البته بعضی از رسانه‌ها علاقه دارند از این رویارویی بنام کلاسیکو آلمان نام ببرند.
این دو تیم جوهرهٔ اصلی فوتبال آلمان هستند و توجه ویژه‌ای به بازی دو تیم در آلیانز آرنا و سیگنال ایدونا پارک، می‌شود که رقابت میان دو تیم به‌طور عمده در چهارچوب‌های مختلفی در سراسر فصل وجود دارد.
اهمیت این دیدار به حدی است که حتی وبسایت فیفا از آن در ردهٔ شهرآوردهای دارای اهمیت نام برده است. اوج رقابت این دو تیم در حالی کاملاً مشخص است که بدانیم در ۲۱ فصل گذشته تنها دو تیم توانسته‌اند بیش از یک بار قهرمان بوندس لیگا شوند. بایرن ۱۲ و دورتموند ۵ بار، که مجموعاً ۱۷ قهرمانی از ۲۱ قهرمانی را شامل می‌شود.
اگرچه اصطلاح «رقابت سنتی بزرگ آلمان» برای توصیف رؤیایی دو تیم بایرن و دورتموند بسیار مورد محبوبیت قرار گرفته. دوئلی که همیشه جذاب، جنجالی و پرحاشیه بوده است ولی از آن به عنوان رقابتی بی‌رحمانه سخن به میان آورده می‌شود.
از سایر رقابت‌های سنتی بایرن می‌توان به رویارویی بایرن با تیم بروسیا مونشن‌گلادباخ از دههٔ ۷۰ میلادی و نیز رؤیایی بایرن با تیم هامبورگ از دههٔ ۸۰ میلادی تاکنون اشاره کرد.
در انگلستان اصطلاح آلمانی Der Klassiker برای صحبت در مورد این رقابت بکار می‌رود که در اصطلاحات میان مطبوعات از آن به نام آلمان. ۲ صحبت به میان آورده می‌شود.

## تاریخچه
اولین دیدار کلاسیک در تاریخ ۱۹ اکتبر ۱۹۶۵ میلادی برابر با ۲۷ مهر ۱۳۴۴ خورشیدی برگزار شد. در زمانی که بروسیا دورتموند برای اولین بار در بوندس لیگا بود برای نخستین بار به دیدار بایرن رفت که با درخشش رینهولد وساب با نتیجهٔ ۲:۱ شکست را به بایرن تحمیل کرد.
اما باز هم، دورتموند تلاش زیادی کرد در حالی که بزرگ‌ترین بازی سنتی ان زمان رقابت میان بایرن و وردربرمن در چهارچوب رقابت‌های بوندس لیگا. ۱ بود. رقابت اصلی دورتموند در دههٔ ۹۰ بود، در زمانی که دورتموند شروع به درخشیدن در بوندس لیگا یا حتی لیگ قهرمانان اروپا کرد و در سال ۱۹۹۶–۹۷ دورتموند در ورزشگاه المپیک مونیخ مقابل تیم یوونتوس با نتیجه ۳:۱ پیروز و قهرمان لیگ قهرمانان اروپا شد. پس ۲۸ مه ۱۹۹۷ م برابر با ۶ خرداد ۱۳۷۶ خ را می‌توان یکی از نقطه‌های عطف تاریخ یک قرنیِ باشگاه بوروسیا دورتموند دانست که در این روز یوونتوس تورین، یکی از امیدهای قهرمانی لیگ قهرمانان باشگاه‌های اروپا با هدایت مارچلو لیپی، در ورزشگاه المپیک مونیخ با نتیجهٔ ۳ بر یک مغلوب بوروسیا دورتموند شد. دو گل نخست را کارل‌هاینس ریدله در فاصلهٔ ۵ دقیقه به ثمر رساند. گل آخر این دیدار که توسط لارس ریکن جوان به ثمر رسید، اما بیش از همه در خاطره‌ها ماندگار شد؛ گلی که بلافاصله پس از تعویض و ورود او به زمین، از فاصلهٔ ۳۰ متری به ثمر رسید. تک‌گل یوونتوس در این دیدار را هم آلساندرو دل پیرو به ثمر رساند. دورتموندی‌های بوندس‌لیگا در همان سال جام قهرمانی باشگاه‌های جهان را هم در توکیو، با برتری ۲ بر صفر بر تیم کروزیروی برزیل از آن خود کردند.
از آن زمان به بعد بایرن و دورتموند بارها در لیگ و کاپ‌های مختلف به دیدار هم رفتند که به‌طور مثال در فینال لیگ قهرمانان ۱۳–۲۰۱۲ در ورزشگاه ومبلی بایرن با نتیجه ۲:۱ پیروز میدان شد.
دورتموند در سال ۱۹۸۷ با رتبه‌ای نازل همانند فصل ۱۵–۲۰۱۴(ردهٔ پانزدهم) به مصاف بایرن رفت که در آن سال دورتموند رده شانزدهمی توانست در خانهٔ حریف، بایرن رده دومی را ۳–۱ شکست دهد.
درشرایطی شبیه به سال ۱۹۸۷، در آخرین بازی میان دو تیم، دورتموند نتوانست تاریخ را تکرار کند و با درخشش روبرت لواندوفسکی مهاجم پیشین تیم دورتموند نتیجه باخت را با تساوی یک بر یک و در نهایت با درخشش زوج فرانسوی-هلندی خود مشهور به روبری توانست نتیجهٔ تساوی را با برد عوض کرده و پیروز میدان لقب بگیرد.

## دانستنی‌های پایه در مورد دو تیم
| کلاسیکر آلمانی |

- ارزش مالی (بازار) دو تیم:

۵۶۴٫۳۵ میلیون یورو (بایرن)
۳۴۴٫۴۵ میلیون یورو (دورتموند)
- تاریخ بنیاد:

۱۹۰۰٫۰۲٫۰۷ میلادی برابر با ۱۸ بهمن ۱۲۷۸ خورشیدی (بایرن)
۱۹۰۹٫۱۲٫۱۹ میلادی برابر با ۲۸ آذر ۱۲۸۸ خورشیدی (دورتموند)
- مهم‌ترین گلزنان و گران‌ترین تاریخ دو باشگاه:

گلزنان دورتموند: مانفرد بورگسمولر (۱۳۵ گل) / میشائل سورک (۱۳۱ گل) / لوتار امریش (۱۱۵ گل)

گران‌ترین‌های دورتموند: مارسیو آموروزو، انتقال از اف ث پارما به دورتموند در سال ۲۰۰۱ در ازای ۶ / ۲۵ میلیون یورو
- تمام بازی‌های رسمی:

۱۰۳ بازی: ۴۶ بایرن برنده، ۲۹ تساوی، ۲۸ دورتموند برنده.
بایرن ۱۸۸ گل زده
دورتموند ۱۳۰ گل زده
- رقابت بوندس لیگایی:

۹۱ دیدار: ۴۰ بازی بایرن برنده، ۲۸ تساوی، ۲۳ دورتموند برنده.
بایرن ۱۶۹ گل زده
دورتموند ۱۱۵ گل زده
- بایرن درخانهٔ خود در چهارچوب رقابت‌های بوندس لیگا در برابر دورتموند:

۲۶ پیروزی، ۱۰ تساوی، ۹ شکست
- بزرگ‌ترین پیروزی بایرن مقابل دورتموند در خانه: ۱۱:۱(بوندسلیگا ۱۹۷۱–۱۹۷۲)
- بزرگ‌ترین شکست بایرن مقابل دورتموند در خانه: ۳:۰ (بوندس لیگا ۱۹۹۲–۱۹۹۱، ۱۴–۲۰۱۳)
- نتیجه عادی میان دو تیم بر اساس پیشینه تاریخی: بایرن ۱ دورتموند ۱
- بایرن در ۷۸ مسابقه موفق به گشودن دروازه دورتموند شده.
- دورتموند در ۷۳ مسابقه موفق به گشودن دروازه بایرن شده.
- بهترین رکورد برنده شدن مسابقات برای بایرن در برابر دورتموند: ۵ بازی.
- بهترین رکورد بدون شکست در برابر دورتموند برای بایرن:۱۰ بازی.

 آمار در تاریخ ۰۱ نوامبر ۲۰۱۴ 

## بازیکنان مثال زدنی

### مردان بایرن در برابر دورتموند
- آرین روبن مشهور به مرد شیشه‌ای در برابر دورتموند:

دورتموند حریف مورد علاقه او است. او در برابر آن‌ها بیشتر از رویارویی با هر تیم دیگری گل به ثمر رسانده است. روبن در لباس بایرن ۱۵ بار برابر دورتموند بازی کرده است و ۷ بار برنده شده که از این میان ۸ گل و ۵ پاس گل در کارنامهٔ خود دارد.
- توماس مولر در برابر دورتموند:

۱۷ مسابقه. ۵ گل، ۲ پاس گل.
- کلودیو پیزارو در برابر دورتموند:

۲۳ مسابقات. ۹ گل، ۲ پاس گل.

### مردان دورتموند در برابر بایرن
مارکو رویس
بیشترین گل زده به نویر در بوندسلیگا

## آمار مربیان کنونی دو تیم

### شناسنامهٔ کاری مربی بروسیا دورتموند
| بروسیا دورتموند                                      | بروسیا دورتموند | بروسیا دورتموند | بروسیا دورتموند | بروسیا دورتموند | بروسیا دورتموند | بروسیا دورتموند | بروسیا دورتموند | بروسیا دورتموند       | بروسیا دورتموند |
| ---------------------------------------------------- | --------------- | --------------- | --------------- | --------------- | --------------- | --------------- | --------------- | --------------------- | --------------- |
|                                                      |                 |                 |                 |                 |                 |                 |                 |                       |                 |
| نام                                                  | زادروز          | شمار رویارویی   | پیروزی          | برابری          | شکست            | گل زده          | گل خورده        | توضیحات               |                 |
| توماس توخل                                           | ۱۶ ژوئن ۱۹۶۷    | ۲۲              | ۸               | ۳               | ۱۱              | ۳۱              | ۳۳              | از تاریخ ۱ جولای ۲۰۰۸ |                 |
| توماس توخل                                           | ۱۶ ژوئن ۱۹۶۷    | ۲۶              | ۸               | ۴               | ۱۴              | -               | -               | به عنوان بازیکن       |                 |
| کسب ۴ جام در زمان تاریخ مربیگری خود                  |                 |                 |                 |                 |                 |                 |                 |                       |                 |
| دارای دانشنامه علوم ورزش (عنوان پایان‌نامه: پیاده‌روی) |                 |                 |                 |                 |                 |                 |                 |                       |                 |

### شناسنامهٔ کاری مربی بایرن مونیخ
جوزپ «پپ» گواردیولا ای سالا به اختصار پپ گواردیولا پس از جدایی از بارسلونا در ۱۶ ژانویه ۲۰۱۳ با قراردادی ۳ ساله به بایرن مونیخ پیوست. وی از ژولای ۲۰۱۳ کار خود در بایرن مونیخ آغاز کرد. او درابتدای کارش در بایرن مونیخ قهرمان سوپر کاپ اروپا و جام باشگاه‌های جهان شد.
وی همچنین در اولین فصل حضورش در بایرن در فاصله هفت هفته مانده به پایان مسابقات قهرمان بوندسلیگا شد؛ و با بایرن تا مرحله نیمه نهایی لیگ قهرمانان اروپا پیش رفت. در جام حذفی المان با دو گل دورتموند را شکست داد و قهرمانی در جام حذفی را هم با بایرن گرفت.
| بایرن مونیخ                                                          | بایرن مونیخ    | بایرن مونیخ   | بایرن مونیخ | بایرن مونیخ | بایرن مونیخ | بایرن مونیخ | بایرن مونیخ | بایرن مونیخ           | بایرن مونیخ |
| -------------------------------------------------------------------- | -------------- | ------------- | ----------- | ----------- | ----------- | ----------- | ----------- | --------------------- | ----------- |
|                                                                      |                |               |             |             |             |             |             |                       |             |
| نام                                                                  | زادروز         | شمار رویارویی | پیروزی      | برابری      | شکست        | گل زده      | گل خورده    | توضیحات               |             |
| کارلو آنچلوتی                                                        | ۱۸ ژانویه ۱۹۷۱ | ۷             | ۳           | -           | ۳           | ۹           | ۱۰          | از تاریخ ۲۶ ژوئن ۲۰۱۳ |             |
| کسب ۱۸ جام در زمان تاریخ مربیگری خود و ۱۷ جام در زمان پا به توپ بودن |                |               |             |             |             |             |             |                       |             |
| ترک تحصیل رشته حقوق (تجربه فیزیوتراپی)                               |                |               |             |             |             |             |             |                       |             |

## گلزنان موفق دو تیم در تاریخ
به اختصار ستارگانی که در دوئل‌های دو تیم، قوی ظاهر شده و بیشترین تعداد گل زده را داشته‌اند، معرفی می‌شوند:

### گرد مولر
بمب افکن آلمان‌ها، تسخیرکننده دروازه دورتموندی‌ها: بهترین گلزن تمام ادوار نبردهای «سرخ‌ها و زردها» گرد مولر، مهاجم معروف اسبق ژرمن‌ها معروف به «بمب افکن» بوده است. مولر که سال‌های سال با پیراهن مونیخی‌ها به میدان رفت، در ۱۹ بازی، موفق شد ۱۴ گل به ثمر رساند. وی به همین دلیل بهترین گلزن نبردهای دو تیم مقابل یکدیگر بوده است.

### کارل هاینس رومنیگه
دومین گلزن برتر در دوئل سرخ و زردها: کارل هاینس رومنیگه، معاون کنونی باشگاه بایرن مونیخ در روزگاری که جوان بود و برای تیم ملی آلمان و مونیخی‌ها توپ می‌زد، برای خود جایگاه بسیار والایی داشت. در زمان جوانی ۹ گل در ۱۵ بازی مقابل دورتموند به ثمر رساند تا گلزنی موفق در تاریخ بازی‌های دو تیم نام گیرد.
- دریافت لوح افتخار از یک دورتموندی برای رومنیگه

او که در سال ۱۹۸۰ به عنوان فوتبالیست سال برگزیده شد، جایزه خود را از مانفرد بورگسمولر، یکی از اسطوره‌های دورتموند دریافت کرد.
البته همین بورگسمولر، در ۱۳ مسابقه که مقابل بایرن انجام داد و با یاران رومنیگه مصاف داد، ۷ بار موفق به زدن گل شد.

### لوتار امریش
موفق‌ترین گلزن دورتموندی‌ها برابر بایرن: دورتموندی‌ها هر وقت که به بازی با بایرن می‌رسند، موفق‌ترین گلزن خود را به باواریاییها لوتار امریش معرفی می‌کنند. ستاره‌ای که به پیراهن زرد تیمش عشق می‌ورزید و در ۸ مسابقه با بایرن، ۷ گل زد.

### روی ماکای
یکی از گلزنان موفق به دورتموند: در تیم‌های ادوار گذشته بایرن مونیخ، در کنار مهاجم‌های بومی، گلزنان خارجی که تعداد گل‌های زده زیادی به رقیب دورتموندی داشته‌اند، کم نبوده‌اند. یکی از این خارجی‌های گلزن و توانمند، روی ماکای، مهاجم اسبق تیم ملی فوتبال هلند بود که ۷ گل در ۸ مسابقه به ثمررساند.

### حسن سالیحمیدزیچ
موفق در گلزنی: دومین ستاره خارجی موفق در گلزنی برای بایرن به دورتموند، حسن سالیحمیدزیچ، ستاره بوسنیایی پیشین بود. وی توانست ۶ گل در ۸ دیدار برای بایرنی‌ها به دورتموند بزند.

### جیوانی البر
یک خارجی گلزن دیگر به دورتموند: جیووانی البر که سال‌ها در خط حمله بایرن بازی کرد، یکی از خارجی‌های موفق در امر گلزنی به دورتموندی‌ها بوده است. این مهاجم برزیلی در تمام سال‌های که برای باواریایی‌ها بازی کرد، امکان حضور در ۱۳ مسابقه را یافت و البته ۶ بار دروازه دورتموندی‌ها را گشود.

### رولاند ولفارت
مهاجمی که گلزنی به دورتموند را می‌دانست: یکی از گلزنان بومی و موفق بایرن که راه دروازه دورتموندی‌ها را خوب می‌دانست، رولاند ولفارت بود. ستاره‌ای که در دهه ۸۰ برای بایرن گل‌های زیادی زد. وی در مدت ۸ سال توانست ۱۴ مرتبه مقابل حریف زردپوش به میدان رفته و ۶ گل به ثمر رساند.

### راینود وزاپ
یک دورتموندی گلزن به بایرن: یکی از گلزنان موفق تاریخ دورتموندی‌ها است. او در دهه ۶۰ فعالیت چشمگیری برای بورسیا داشت ۵ مرتبه موفق شد دروازه بایرن را باز کند.
از جمع بایرنی‌ها که این تعداد گل زده به دورتموند را داشته‌اند، می‌توان به مهمت شول، کلاوس اوگنتالر و پائول برایتنر اشاره کرد.

### کلودیو پیزارو
یک بایرنی موفق: که اکنون مهاجمی با تجربه روی نیمکت ذخیره مونیخی‌ها محسوب می‌شود، تاکنون در نبردهای که با دورتموند داشته، با پیراهن مونیخی‌ها ۴ گل به دورتموند زده و خودش را به عنوان یک گلزن قابل به حریف معرفی کرده است.

## آمارهای دیگر

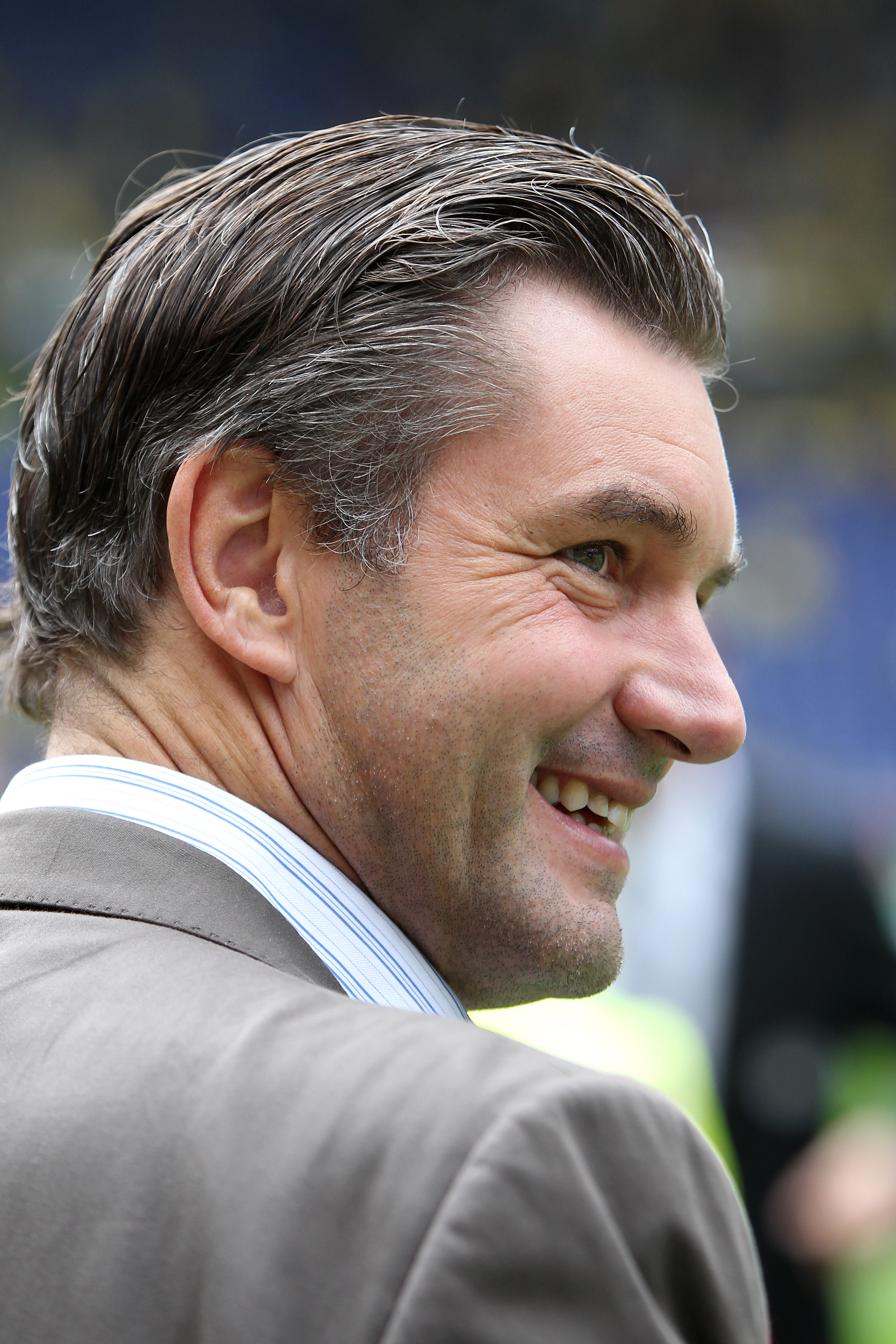
میشائیل زورک سال ۲۰۱۱

### آمار بایرن
بیشترین بازی مقابل دورتموند:
- الیور کان با ۲۷ بازی

بیشترین برد به همراه بایرن مقابل دورتموند:
- باستین شوان اشتایگر ۷ بازی

بیشترین شکست همراه بایرن مقابل دورتموند:
- کلاوس اوگنتالر ۶ بازی

### آمار دورتموند
بیشترین بازی مقابل بایرن:
- میشائیل زورک با ۲۸ بازی

بیشترین برد به همراه دورتموند مقابل بایرن:
- گونتر کوتوسکی ۶ بازی

بیشترین شکست همراه دورتموند مقابل بایرن:
- میشائیل زورک با ۱۳ بازی

الگو:نیاز به مشارکت

## رکوردهای بازیکنان دو تیم
| بایرن مونیخ | بایرن مونیخ         | بایرن مونیخ                                                               | بایرن مونیخ | بایرن مونیخ | بایرن مونیخ |
| رتبه        | بازیکن              | توضیحات                                                                   | بازی        | گل          | پ. گ        |
| ----------- | ------------------- | ------------------------------------------------------------------------- | ----------- | ----------- | ----------- |
| ۱           | حسن سالیحمیدزیچ     |                                                                           | ۰۸          | ۰۶          |             |
| ۲           | آرین روبن           |                                                                           | ۱۵          | ۰۸          | ۰۵          |
| ۳           | الیورکان            | دروازه‌بان بایرن                                                           | ۲۷          | -           | -           |
| ۴           | لوکا تونی           |                                                                           |             | ۰۴          |             |
| ۵           | توماس مولر          |                                                                           | ۱۷          | ۰۵          | ۰۲          |
| ۶           | کلودیو پیزارو       |                                                                           | ۲۳          | ۰۴          | ۰۲          |
| ۷           | dieter Brenninger   | ۱۹۶۲–۱۹۷۱                                                                 |             | ۰۴          |             |
| ۸           | کارل هاینس رومنیگه  |                                                                           | ۱۵          | ۰۹          |             |
| ۹           | گرد مولر            |                                                                           | ۱۹          | ۱۴          |             |
| ۱۰          | میروسلاو کلوزه      |                                                                           |             | ۰۲          |             |
| ۱۱          | روی ماکای           |                                                                           | ۰۸          | ۰۷          |             |
| ۱۲          | مهمت شول            |                                                                           |             | ۰۵          |             |
| ۱۳          | جیوانی البر         |                                                                           | ۱۳          | ۰۶          |             |
| ۱۴          | پائول برایتنر       |                                                                           |             | ۰۵          |             |
| ۱۵          | رولاند ولفارت       | ۱۹۸۴–۱۹۹۳                                                                 | ۱۴          | *۰۶         |             |
| ۱۷          | لوتار ماتئوس        |                                                                           |             | ۰۴          |             |
| ۱۸          | کلاوس اوگنتالر      | ۱۹۷۶–۱۹۹۱ مربی:۱۹۹۱–۱۹۹۲ (youth team) 1992–1997 (دستیار) 1996 (caretaker) |             | ۰۴          |             |
| ۱۹          | دیتر هوئنس          | ۱۹۷۹–۱۹۸۷                                                                 |             | ۰۳          |             |
| ۱۹          | کارستن یانکر        | ۱۹۹۶–۲۰۰۲                                                                 |             | ۰۳          |             |
| ۱۹          | ماریو گومز          |                                                                           |             | ۰۳          |             |
| ۱۹          | روکه سانتا کروز     | ۱۹۹۹–۲۰۰۷                                                                 |             | ۰۳          |             |
| ۱۹          | باستیان شواینشتایگر |                                                                           |             | ۰۳          |             |
| ۲۰          | میشائیل بالاک       |                                                                           |             | ۰۲          |             |
| ۲۰          | فرانک ریبری         |                                                                           |             | ۰۲          |             |
| ۲۰          | الکساندر زیکلر      | الف ۹۵–۱۹۹۳ و بایرن ب ۱۹۹۳–۲۰۰۵                                           |             | ۰۲          |             |
| ۲۰          | udo Horsmann        | ۱۹۷۵–۱۹۸۳ بایرن                                                           |             | ۰۲          |             |
| ۲۰          | فرانتس بکن‌باوئر     | ۱۹۵۹–۱۹۶۴                                                                 |             | ۰۲          |             |
| ۲۰          | franz Roth          | ۱۹۶۶–۱۹۷۸                                                                 |             | ۰۲          |             |
| ۲۰          | اولی هوینس          | ۱۹۷۰–۱۹۷۹                                                                 |             | ۰۲          |             |
| ۲۰          | gustav Jung         | ۱۹۶۷–۱۹۶۹                                                                 |             | ۰۲          |             |
| ۲۰          | roland Grahammer    | ۱۹۸۸–۱۹۹۴                                                                 |             | ۰۲          |             |
| ۲۰          | هانس پفلوگلر        | ۷۹–۱۹۸۲ ب ۸۱–۱۹۹۲ الف ۹۲–۱۹۹۷ ب ۱۹۹۵ الف ۰۱–۲۰۰۲ ب                        |             | ۰۲          |             |
| ۲۰          | زی‌روبرتو            |                                                                           |             | ۰۲          |             |
| ۲۰          | wolfgang Kraus      | ۱۹۷۹–۱۹۸۴                                                                 |             | ۰۲          |             |
| ۲۰          | اولاف تون           | ۱۹۸۸–۱۹۹۴                                                                 |             | ۰۲          |             |
| ۲۰          | christian Ziege     | ۱۹۹۰–۱۹۹۷                                                                 |             | ۰۲          |             |

| بروسیا دورتموند  | بروسیا دورتموند                        | بروسیا دورتموند         | بروسیا دورتموند | بروسیا دورتموند | بروسیا دورتموند |
| رتبه             | بازیکن                                 | توضیحات                 | بازی            | گل              | پ. گ            |
| ---------------- | -------------------------------------- | ----------------------- | --------------- | --------------- | --------------- |
| ۱                | راینود وزاپ                            |                         |                 | ۰۵              |                 |
| ۲                | لارس ریکن                              |                         |                 |                 |                 |
| ۳                | لوتار امریش                            | ۱۹۶۰–۱۹۶۹               | ۰۸              | ۰۷              |                 |
| ۴                | مانفرد بورگسمولر                       |                         | ۱۳              | ۰۷              |                 |
| ۵                | میشائیل زورک                           |                         | ۲۸              | ۰۵              |                 |
| ۵                | Jan Koller                             | ۲۰۰۱–۲۰۰۶               |                 | ۰۵              |                 |
| ۵                | رابرت لواندوفسکی                       |                         |                 | ۰۵              |                 |
| ۸                | Daniel Simmes                          | ۱۹۸۴–۱۹۸۸               |                 | ۰۳              |                 |
| ۸                | Ewerthon                               | ۲۰۰۱–۲۰۰۵               |                 | ۰۳              |                 |
| ۸                | میشائیل رومنیگه                        | *ببینید: خدمت به دو تیم |                 | ۰۳              |                 |
| ۸                | Stéphane Chapuisat                     | ۱۹۹۱–۱۹۹۹               |                 | ۰۳              |                 |
| ۹                |                                        |                         |                 |                 |                 |
| Heiko Herrlich   | ۱۹۹۵–۲۰۰۴                              |                         | ۰۲              |                 |                 |
| Flemming Povlsen | ۱۹۹۰–۱۹۹۵                              |                         | ۰۲              |                 |                 |
| ماتس هوملس       |                                        |                         | ۰۲              |                 |                 |
| ماریو گوتسه      |                                        |                         | ۰۲              |                 |                 |
| نوری شاهین       |                                        |                         | ۰۲              |                 |                 |
| Lucas Barrios    | ۲۰۰۹–۲۰۱۲                              |                         | ۰۲              |                 |                 |
| مارکو رویس       |                                        |                         | ۰۲              |                 |                 |
| کریستیان وورنس * | دو گل (یک گل به خودی در سال۱۴٫۰۷٫۱۹۹۹) |                         | ۰۲              |                 |                 |
| Amoroso          |                                        |                         | ۰۲              |                 |                 |
| Dickel           |                                        |                         | ۰۲              |                 |                 |
| Riedle           |                                        |                         | ۰۲              |                 |                 |
| Raducanu         |                                        |                         | ۰۲              |                 |                 |
| Breitzke         |                                        |                         | ۰۲              |                 |                 |
| Keser            |                                        |                         | ۰۲              |                 |                 |
| Anderbrügge      |                                        |                         | ۰۲              |                 |                 |
| Votava           |                                        |                         | ۰۲              |                 |                 |
| Huber            |                                        |                         | ۰۲              |                 |                 |
| Kostedde         |                                        |                         | ۰۲              |                 |                 |
| Weinkauff        |                                        |                         | ۰۲              |                 |                 |
| Held             |                                        |                         | ۰۲              |                 |                 |

| بایرن مونیخ | بایرن مونیخ | بایرن مونیخ | بایرن مونیخ | بایرن مونیخ |
| گل          | بازیکن | توضیحات     | بازی        | پ. گ        |
| ----------- | --- | ----------- | ----------- | ----------- |
| ۱           | Paulo Sergio مارکوس بابل Ruggiero Rizzitelli Christian Nerlinger ینس یرمیس jan Wouters Kreuzer توماس هلمر p markus Schupp p Oliver Kreuzer p Manfred Schwabl mazinhowaldemaraureliano bruno labbadiabruno Markus Münch brian Laudrup thomas Strunz radmilo Mihajlovic Strunz hansdieter Flick norbert Nachtweih soeren Lerby juergen Wegmann lars Lunde میشائیل رومنیگه* wolfgang Dremmler bertram Beierlorzer Kurt Niedermayer branko Oblak georg Schwarzenbeck hansjosef Kapellmann bernd Dürnberger norbert Janzon rainer Künkel franz Krauthausen wilhelm Hoffmann peter Pumm helmut Schmidt werner Olk rainer Ohlhauser رابرت لواندوفسکی ماریو گوتسه ماریو ماندزوکیچ تونی کروس لوئیس گوستاوو ون بومل Borowski لوکاس پودولسکی دانیل ون بویتن ۱:علی کریمی لوسیو ویلی ساینول |             |             |             |

| بروسیا دورتموند | بروسیا دورتموند | بروسیا دورتموند | بروسیا دورتموند | بروسیا دورتموند |
| گل              | بازیکن | توضیحات         | بازی            | پ. گ            |
| --------------- | --- | --------------- | --------------- | --------------- |
| ۱               | Klotz Huber Wagner Geyer Hartl Vöge Libuda Assauer Hofmann Mkhitaryan Gündogan Großkreutz Kagawa محمد زیدان Haedo Valdez nelson Blaszczykowski Petric Tinga Alexander Frei Degen Kringe فردی بوبیک Addo heiko Herrlich Nerlinger Reuter Ricken Karl Franck Wegmann توماس هلمر Möller Mill Bittcher |                 |                 |                 |

| \| خدمت به هر دو تیم-بازیکن \| خدمت به هر دو تیم-بازیکن \| خدمت به هر دو تیم-بازیکن \| در مقابل هم \| در مقابل هم \| در مقابل هم \| \| ردیف \| بازیکن \| توضیحات \| بازی \| گل \| پ. گ \| \| ------------------------ \| ------------------------ \| --------------------------------------------------------------------------------------------------------- \| ----------- \| ----------- \| ----------- \| \| ۱ \| تورشتن فرینگس* \| ۲۰۰۲–۲۰۰۴ دورتموند (۴۷ بازی با ۱۰ گل) و ۲۰۰۴–۲۰۰۵ بایرن (۲۹ بازی با ۳ گل) \| \| \| \| \| ۲ \| توماس هلمر* \| بایرن ۱۹۹۲–۱۹۹۹ (۱۹۱ بازی با ۲۴ گل) و دورتموند ۱۹۸۶–۱۹۹۲ (۱۹۰ بازی با ۱۶ گل) \| \| \| \| \| ۳ \| ماریو گوتسه \| \| ۱ \| \| \| \| ۴ \| ماتس هوملس \| \| \| \| \| \| ۵ \| رابرت لواندوفسکی \| \| ۱ \| \| \| \| ۶ \| میشائیل زورک \| \| \| \| \| \| ۷ \| میشائیل رومنیگه* \| محصول آکادمی جوانان بایرن ۸۲–۸۱ و ۸۸–۱۹۸۲ بایرن(۱۵۲ بازی با ۴۴ گل) و ۹۳–۱۹۸۸ دورتموند (۱۵۷ بازی با ۳۶ گل) \| \| \| \| \| ۶ \| مارکوس فلنر \| محصول آکادمی جوانان بایرن ۲۰۰۰–۱۹۹۷ و تیم ب بایرن ۰۳–۲۰۰۰ و تیم اصلی بایرن ۰۳–۲۰۰۱ و تیم دورتموند ۱۱–۲۰۰۹ \| \| \| \| اطلاعات این جدول کامل نیست و اندک اطلاعات قبل از آخرین دیدار بایرن در ۱ نوامبر ۲۰۱۴ گردآوری شده است. |                          | |             |             |             |
| خدمت به هر دو تیم-بازیکن | خدمت به هر دو تیم-بازیکن | خدمت به هر دو تیم-بازیکن                                                                                  | در مقابل هم | در مقابل هم | در مقابل هم |
| ردیف | بازیکن                   | توضیحات                                                                                                   | بازی        | گل          | پ. گ        |
| ۱ | تورشتن فرینگس*           | ۲۰۰۲–۲۰۰۴ دورتموند (۴۷ بازی با ۱۰ گل) و ۲۰۰۴–۲۰۰۵ بایرن (۲۹ بازی با ۳ گل)                                 |             |             |             |
| ۲ | توماس هلمر*              | بایرن ۱۹۹۲–۱۹۹۹ (۱۹۱ بازی با ۲۴ گل) و دورتموند ۱۹۸۶–۱۹۹۲ (۱۹۰ بازی با ۱۶ گل)                              |             |             |             |
| ۳ | ماریو گوتسه              | | ۱           |             |             |
| ۴ | ماتس هوملس               | |             |             |             |
| ۵ | رابرت لواندوفسکی         | | ۱           |             |             |
| ۶ | میشائیل زورک             | |             |             |             |
| ۷ | میشائیل رومنیگه*         | محصول آکادمی جوانان بایرن ۸۲–۸۱ و ۸۸–۱۹۸۲ بایرن(۱۵۲ بازی با ۴۴ گل) و ۹۳–۱۹۸۸ دورتموند (۱۵۷ بازی با ۳۶ گل) |             |             |             |
| ۶ | مارکوس فلنر              | محصول آکادمی جوانان بایرن ۲۰۰۰–۱۹۹۷ و تیم ب بایرن ۰۳–۲۰۰۰ و تیم اصلی بایرن ۰۳–۲۰۰۱ و تیم دورتموند ۱۱–۲۰۰۹ |             |             |             |

## خدمت به هر دو تیم

### دو افسانه
اوتمار هیتسفلد بنام ژنرال و در آلمان بنام گاتمار هیتسفلد که واژهٔ گات در آلمانی به معنای خدا می‌باشد. او در تاریخ ۳۰ ژوئن ۲۰۰۴ بایرن را ترک کرد.
لازم است بدانیم اوج موفقیت دورتموند به اواسط دههٔ نود میلادی برمی‌گردد که سکان کشتی این تیم در دست اوتمار هیتسفلد، بود.
هیتسفلد که در آن زمان در صف مربیان کم و بیش جوان آلمان قرار داشت، توانست نه تنها در سال‌های ۱۹۹۵ و ۹۶ دو بار پیاپی به عنوان قهرمانی بوندس‌لیگا دست یابد، بلکه با کسب عنوان قهرمانی لیگ قهرمانان باشگاه‌های اروپا در سال ۱۹۹۷ و قهرمانی باشگاه‌های جهان در همان سال، سرپرستان و طبیعتاً طرفداران دورتموند را غرق شادی کند.
توماس هلمر چگونه بایرنی شد؟ در سال ۱۹۹۲ دورتموند علاقه نداشت هلمر را به تیم رقیب خود در بوندس لیگا بفروشد برای همین او را یه تیم لیون فرستاد ولی سه ماه بعد تیم فرانسوی المپیک لیون هلمر را در ازای ۷٫۵ میلیون مارک آلمان که در آن زمان رکورد پرداخت پول برای بایرن بود، او را به خدمت گرفت.
| دوران خدمت به هر دو تیم | دوران خدمت به هر دو تیم | دوران خدمت به هر دو تیم | دوران خدمت به هر دو تیم | دوران خدمت به هر دو تیم | دوران خدمت به هر دو تیم |
| --- | --- | --- | --- | --- | --- |
| | | | | | |
| ۱۹۹۷–۰۴و۰۸–۲۰۰۷ | اوتمار هیتسفلد | ۱۹۹۷–۱۹۹۱ | ۱۹۹۲–۱۹۹۹ | توماس هلمر | ۱۹۸۶–۱۹۹۲ |
| مقابل دورتموند | اوتمار هیتسفلد | مقابل بایرن | برای بایرن | توماس هلمر | برای دورتموند |
| ۱۴ | رویارویی | ۱۲ | ۱۹۱ | بازی | ۱۹۰ |
| ۶ | بردها | ۴ | ۲۴ | گل ها | ۱۶ |
| ۶ | برابری ها | ۴ | 0 | 0 | 0 |
| ۲ | شکست ها | ۴ | 0 | 0 | 0 |
| افتخارهای اوتمار هیتسفلد | افتخارهای اوتمار هیتسفلد | افتخارهای اوتمار هیتسفلد | افتخارهای توماس هلمر | افتخارهای توماس هلمر | افتخارهای توماس هلمر |
| شخصی - بهترین مربی فوتبال جهان: ۱۹۹۷٬۲۰۰۱ - موفق‌ترین سرمربی تاریخ باشگاه بایرن به عنوان سرمربی - - بوندسلیگا - بایرن مونیخ ۱۹۹۹٬۲۰۰۰٬۲۰۰۱٬۲۰۰۳٬۲۰۰۸ - بروسیا دورتموند ۱۹۹۵٬۱۹۹۶ - لیگ قهرمانان اروپا - بایرن مونیخ۲۰۰۱ - بروسیا دورتموند ۱۹۹۷ - جام باشگاه‌های جهان - بایرن مونیخ۲۰۰۱ | شخصی - بهترین مربی فوتبال جهان: ۱۹۹۷٬۲۰۰۱ - موفق‌ترین سرمربی تاریخ باشگاه بایرن به عنوان سرمربی - - بوندسلیگا - بایرن مونیخ ۱۹۹۹٬۲۰۰۰٬۲۰۰۱٬۲۰۰۳٬۲۰۰۸ - بروسیا دورتموند ۱۹۹۵٬۱۹۹۶ - لیگ قهرمانان اروپا - بایرن مونیخ۲۰۰۱ - بروسیا دورتموند ۱۹۹۷ - جام باشگاه‌های جهان - بایرن مونیخ۲۰۰۱ | شخصی - بهترین مربی فوتبال جهان: ۱۹۹۷٬۲۰۰۱ - موفق‌ترین سرمربی تاریخ باشگاه بایرن به عنوان سرمربی - - بوندسلیگا - بایرن مونیخ ۱۹۹۹٬۲۰۰۰٬۲۰۰۱٬۲۰۰۳٬۲۰۰۸ - بروسیا دورتموند ۱۹۹۵٬۱۹۹۶ - لیگ قهرمانان اروپا - بایرن مونیخ۲۰۰۱ - بروسیا دورتموند ۱۹۹۷ - جام باشگاه‌های جهان - بایرن مونیخ۲۰۰۱ | باشگاهی - - بوندسلیگا - با بایرن: ۱۹۹۳–۹۴٬۱۹۹۶–۹۷٬۱۹۹۸–۹۹ - جام حذفی آلمان - با دورتموند: ۸۹–۱۹۸۸ - با بایرن: ۹۷–۱۹۹۸ - نایب قهرمان - با بایرن: ۹۹–۱۹۹۸ - لیگا پوکال - با بایرن: ۱۹۹۷، ۱۹۹۸ - لیگ قهرمانان اروپا - نایب قهرمان - با بایرن: ۹۹–۱۹۹۸ - جام یوفا/لیگ اروپا - با بایرن: ۹۶–۱۹۹۵ | باشگاهی - - بوندسلیگا - با بایرن: ۱۹۹۳–۹۴٬۱۹۹۶–۹۷٬۱۹۹۸–۹۹ - جام حذفی آلمان - با دورتموند: ۸۹–۱۹۸۸ - با بایرن: ۹۷–۱۹۹۸ - نایب قهرمان - با بایرن: ۹۹–۱۹۹۸ - لیگا پوکال - با بایرن: ۱۹۹۷، ۱۹۹۸ - لیگ قهرمانان اروپا - نایب قهرمان - با بایرن: ۹۹–۱۹۹۸ - جام یوفا/لیگ اروپا - با بایرن: ۹۶–۱۹۹۵ | باشگاهی - - بوندسلیگا - با بایرن: ۱۹۹۳–۹۴٬۱۹۹۶–۹۷٬۱۹۹۸–۹۹ - جام حذفی آلمان - با دورتموند: ۸۹–۱۹۸۸ - با بایرن: ۹۷–۱۹۹۸ - نایب قهرمان - با بایرن: ۹۹–۱۹۹۸ - لیگا پوکال - با بایرن: ۱۹۹۷، ۱۹۹۸ - لیگ قهرمانان اروپا - نایب قهرمان - با بایرن: ۹۹–۱۹۹۸ - جام یوفا/لیگ اروپا - با بایرن: ۹۶–۱۹۹۵ |

### اودو لاتک
زادهٔ ۱۶ ژانویهٔ ۱۹۳۵، شخص دیگری است که در دوران مربیگری خود هدایت هر دو تیم بایرن مونیخ و بروسیا دورتموند را بر عهده داشت.
وی در سال ۷۵–۱۹۷۰ و ۸۷–۱۹۸۳ مربی بایرن و در سال‌های ۸۱–۱۹۷۹ و سال ۲۰۰۰ مربیگری تیم دورتموند را بر عهده داشت.
وی همچنین مربیگری تیم بارسلونا را در کارنامهٔ خود دارد.

### لواندوفسکی و تکمیل یک رکورد جالب
رابرت لواندوفسکی پیش از دیدار بایرن مونیخ برابر تیم سابقش در تاریخ ۰۱-۱۱-۲۰۱۴، به همه تیم‌های بوندسلیگایی گل زده بود به جز دورتموند که تا فصل قبل در آن عضویت داشت. وی آمار ۱۳۱ بازی و ۷۴ گل را در دورتموند در کارنامه خود دارد که در تاریخ ۳ ژانویه ۲۰۱۴ به‌طور رسمی به خدمت تیم بایرن درآمد.
او در نخستین رویارویی با لباس بایرن مقابل تیم سابقش در بوندس لیگا، موفق شد گل اول باواریایی‌ها را به اسم خود به ثبت برساند. به این ترتیب لواندوفسکی دروازه همه ۱۸ تیم حاضر در بوندسلیگا را باز کرده است. سال ۲۰۱۰ که نخستین سال حضور این ملی‌پوش لهستانی در بوندسلیگا آلمان و با پیراهن دورتموند بود، وی موفق شد در ماه سپتامبر مقابل شالکه۰۴ گل بزند و از آن پس ماشین گلزنی او در آلمان به کار افتاد.

### گوتسه
ماریو گوتسه به دلیل کسب جایزهٔ پسر طلایی سال ۲۰۱۱ مشهور به پسر طلایی فوتبال آلمان است که ۸۳ بازی و ۲۲ گل را در دورتموند در کارنامه خود دارد که در آوریل ۲۰۱۳ با مبلغ ۳۷ میلیون یورو به بایرن مونیخ پیوست.

### متس هوملس
متس سابقه ۴۵ بازی و ۵ گل در بایرن مونیخ. ۲ (آکادمی جوانان) طی سال‌های ۲۰۰۷–۲۰۰۶ را دارد که در سال ۲۰۰۹–۲۰۰۷ به تیم اصلی بایرن و در یک بازی رسمی برای تیم به میدان رفت ولی در همین سال‌ها به مدت یکسال، ۲۰۰۹–۲۰۰۸ به شکل قرضی به تیم دورتموند وارد شد که در نهایت در فوریه ۲۰۰۹ به مبلغ ۴ میلیون یورو به شکل رسمی به خدمت تیم دورتموند درآمد.

## ورزشگاه دو تیم

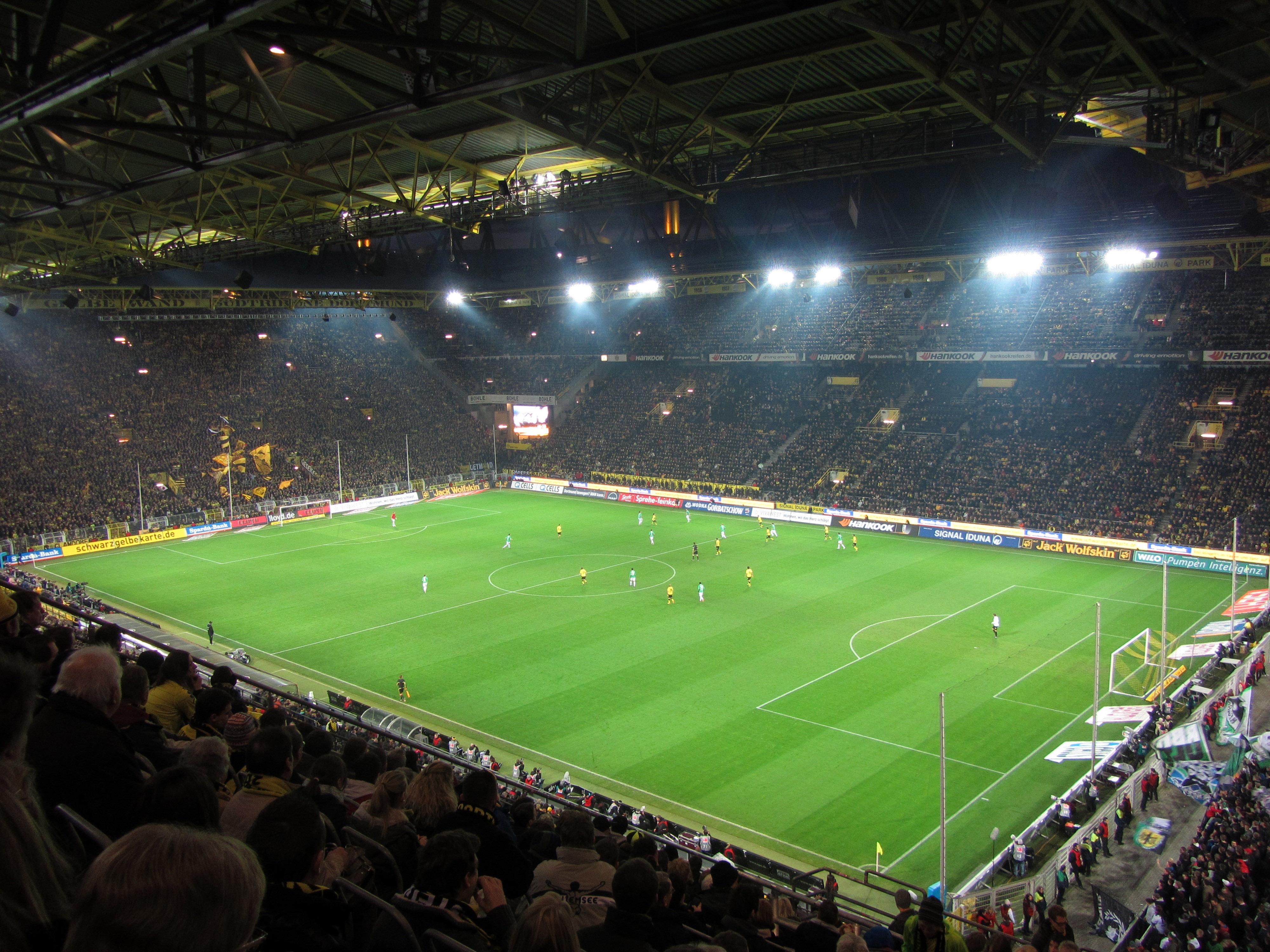
ورزشگاه سیگنال ایدونا پارک معروف به جهنم زرد
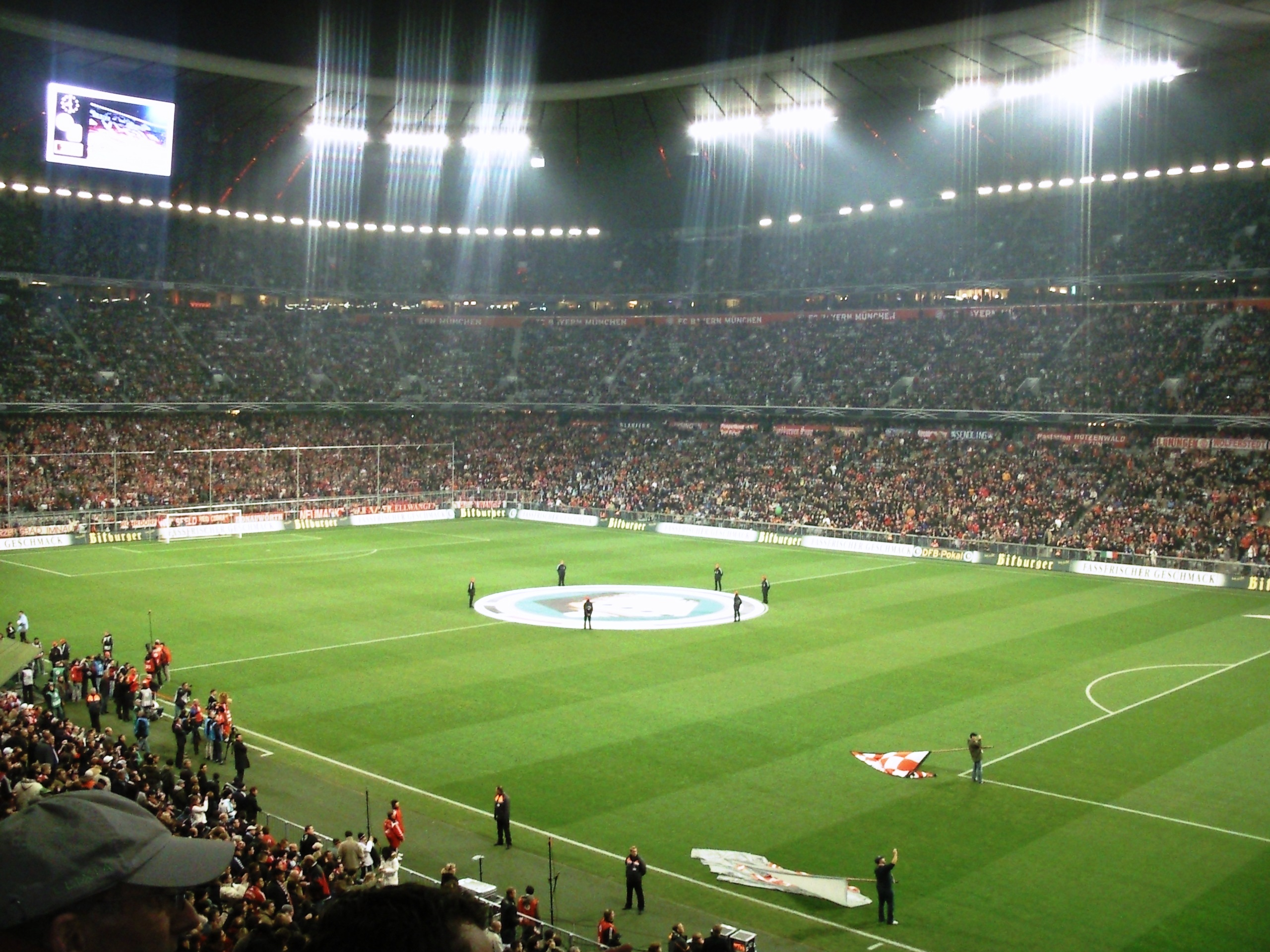
ورزشگاه آلیانز آرنا معروف به جهنم سرخ

## رقابت در کنار دوستی
- بحران مالی تیم بوروسیا دورتموند:

این تیم در سال ۲۰۰۰ وارد بورس شد؛ اتفاقی که تا امروز (۲۰۱۰) در آلمان تنها برای این تیم افتاده است. دورتموند دو سال پس از آن، آخرین قهرمانی خود در آلمان (تا کنون) را جشن گرفت و در سال‌های بعد موفقیت ورزشی دیگری ثبت نکرد. بدهی‌های تیم در حال افزایش بودند و برای غلبه بر آن‌ها بازیکنان برتر و استادیوم اختصاصی تیم (ورزشگاه وستفالن) فروخته شدند.
بوروسیا دورتموند در آستانهٔ ورشکستگی قرار داشت تا این‌که در سال ۲۰۰۵ ورق برگشت و زیان متوقف شد. از سال ۲۰۰۸ هم که یورگن کلوپ، مربی جدید، هدایت تیم رابر عهده گرفته، باز هم هوا آفتابی شده است: بوروسیا در فصل گذشته (۲۰۰۹/۲۰۱۰) مقام پنجم را در پیکارهای بوندس‌لیگا به خود اختصاص داد و بلیت حضور در رقابت‌های اروپایی راه کسب کرد.
بایرن مونیخ کمک مالی شایانی به تیم رقیب خود کرد تا دورتموند از این بحران به خوبی عبور کند و نیز رئیس باشگاه بایرن اولی هوینس در سال ۲۰۰۳ مبلغ ۲ میلیون یورو به مدت چند ماه به تیم دورتموند قرض مالی داد تا رقیب بزرگ خود را از ورشکستگی نجات دهد.

## افتخارات
| بایرن مونیخ     | رقابت                                    | بوروسیا دورتموند |
| --------------- | ---------------------------------------- | ---------------- |
| داخلی           |                                          |                  |
| ۳۱              | بوندس‌لیگا                                | ۸                |
| ۲۰              | دی‌اف‌بی پوکال                             | ۴                |
| ۸               | سوپر جام فوتبال آلمان                    | ۵                |
| ۶               | لیگا پوکال (تمام شده)                    |                  |
| ۶۱              | مجموع                                    | ۱۷               |
| اروپایی و جهانی |                                          |                  |
| ۶               | لیگ قهرمانان اروپا/جام اروپا             | ۱                |
| ۱               | جام برندگان جام اروپا (تمام شده)         | ۱                |
| ۱               | لیگ اروپا/جام یوفا                       | ۰                |
| ۱               | سوپر جام اروپا                           | ۰                |
| ۲               | یوفا / کونمبول جام بین قاره‌ای (تمام شده) | ۱                |
| ۰               | جام بین‌المللی قهرمانان                   | ۲                |
| ۲               | جام باشگاه‌های فوتبال جهان                | ۰                |
| ۱۳              | مجموع                                    | ۵                |
| ۷۴              | مجموع جام‌ها                              | ۲۲               |

## تمام نتیجه‌های میان دو تیم

ترکیب بایرن مونیخ و دورتموند در فینال لیگ قهرمانان اروپا ۱۳–۲۰۱۲

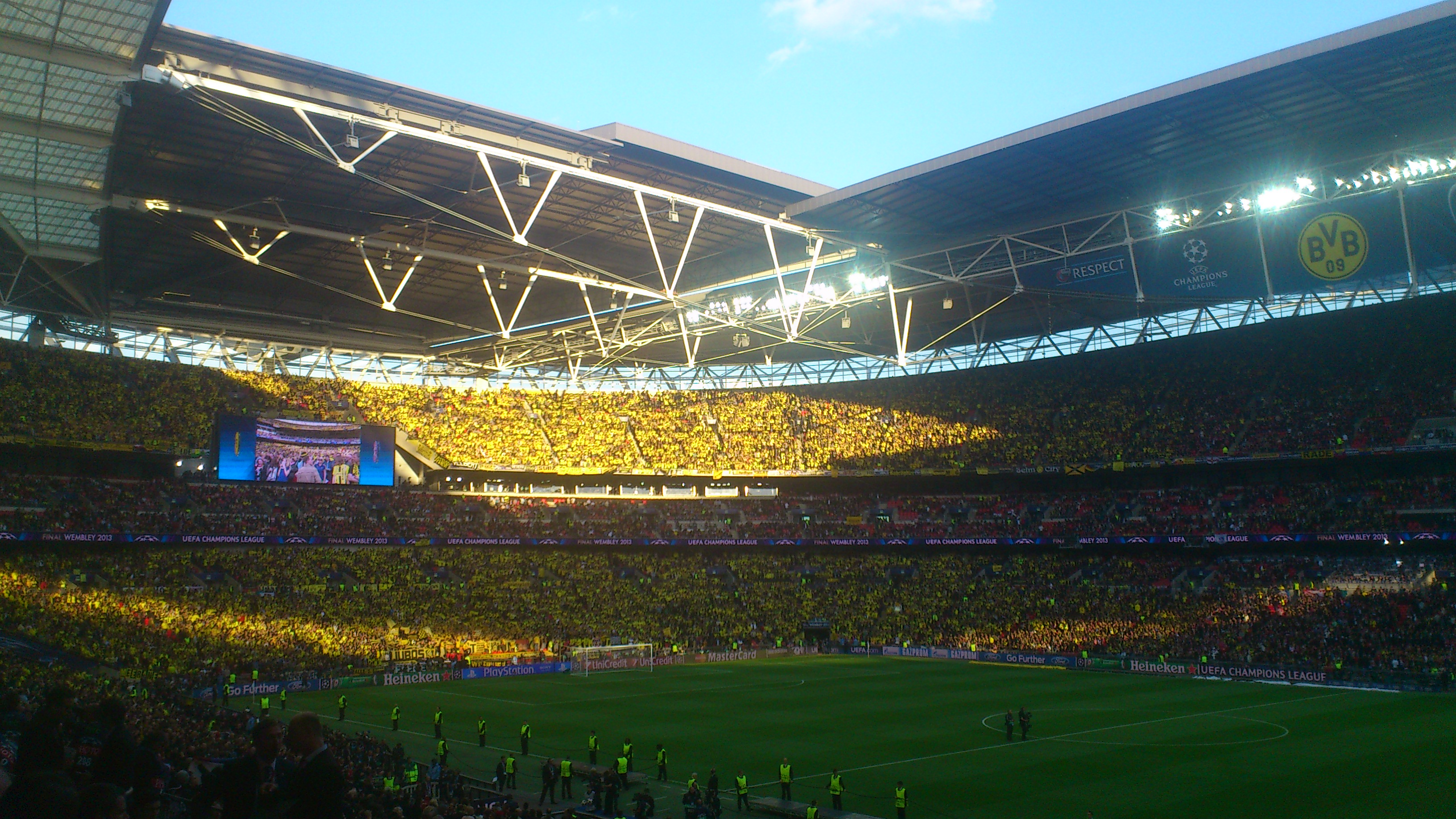
بایرن مونیخ در فینال لیگ قهرمانان اروپا ۱۳–۲۰۱۲ تاریخ ۲۵ مه ۲۰۱۳ در ورزشگاه ومبلی تیم بروسیا دورتموند را با نتیجه ۲:۱ شکست داد.

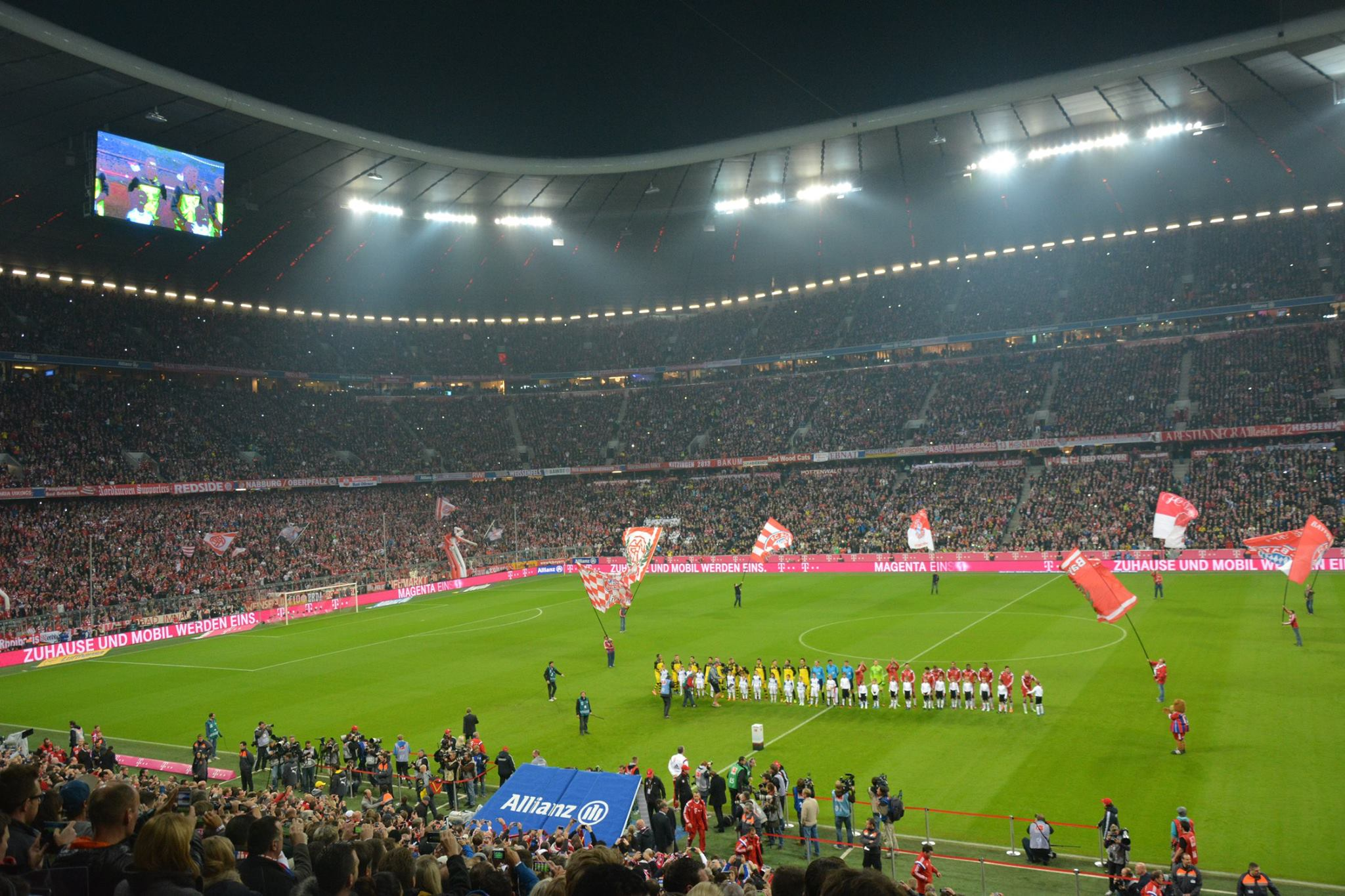
بایرن و دورتموند سال ۲۰۱۴

| جزئی نگری تمامی رقابت‌ها | جزئی نگری تمامی رقابت‌ها | جزئی نگری تمامی رقابت‌ها      | جزئی نگری تمامی رقابت‌ها | جزئی نگری تمامی رقابت‌ها | جزئی نگری تمامی رقابت‌ها | جزئی نگری تمامی رقابت‌ها         |
| فصل                     | تاریخ                   | چهارچوب رقابت                | تیم میزبان              | گل‌ها                    | تیم مهمان               | توضیحات                         |
| ----------------------- | ----------------------- | ---------------------------- | ----------------------- | ----------------------- | ----------------------- | ------------------------------- |
| ۲۰۱۴–۱۵                 | ۲۸٬۰۴٬۲۰۱۵              | جام حذفی آلمان نیمه نهایی    | دورتموند                | –                       | بایرن                   | د. آخرین دیدار کلوپ برابر بایرن |
| ۲۰۱۴–۱۵                 | ۰۴-۰۴-۲۰۱۵              | بوندس لیگا                   | بایرن                   | ۱–۰                     | دورتموند                |                                 |
| ۲۰۱۴–۱۵                 | ۰۱-۱۱-۲۰۱۴              | بوندس لیگا                   | بایرن                   | ۲–۱                     | دورتموند                |                                 |
| ۲۰۱۴–۱۵                 | ۱۳-۰۸-۲۰۱۴              | سوپر جام فوتبال آلمان        | دورتموند                | ۲–۰                     | بایرن                   |                                 |
| ۲۰۱۳–۱۴                 | ۱۷-۰۵-۲۰۱۴              | جام حذفی آلمان               | دورتموند                | ۰–۲                     | بایرن                   |                                 |
| ۲۰۱۳–۱۴                 | ۱۲-۰۴-۲۰۱۴              | بوندس لیگا                   | بایرن                   | ۰–۳                     | دورتموند                |                                 |
| ۲۰۱۳–۱۴                 | ۲۳-۱۱-۲۰۱۳              | بوندس لیگا                   | دورتموند                | ۰–۳                     | بایرن                   |                                 |
| ۲۰۱۳–۱۴                 | ۲۷-۰۷-۲۰۱۳              | سوپر جام فوتبال آلمان        | دورتموند                | ۴–۲                     | بایرن                   | ب. آغاز دوره پپ                 |
| ۲۰۱۲–۱۳                 | ۲۵-۰۳-۲۰۱۳              | فینال لیگ قهرمانان اروپا     | دورتموند                | ۱–۲                     | بایرن                   |                                 |
| ۲۰۱۲–۱۳                 | ۰۴-۰۵-۲۰۱۳              | بوندس لیگا                   | دورتموند                | ۱–۱                     | بایرن                   |                                 |
| ۲۰۱۲–۱۳                 | ۲۷-۰۲-۲۰۱۳              | جام حذفی آلمان               | بایرن                   | ۱–۰                     | دورتموند                |                                 |
| ۲۰۱۲–۱۳                 | ۰۱-۱۲-۲۰۱۲              | بوندس لیگا                   | بایرن                   | ۱–۱                     | دورتموند                |                                 |
| ۲۰۱۲–۱۳                 | ۱۲-۰۸-۲۰۱۲              | سوپر جام فوتبال آلمان        | بایرن                   | ۲–۱                     | دورتموند                |                                 |
| ۲۰۱۱–۱۲                 | ۱۲-۰۵-۲۰۱۲              | جام حذفی آلمان               | دورتموند                | ۵–۲                     | بایرن                   |                                 |
| ۲۰۱۱–۱۲                 | ۱۱-۰۴-۲۰۱۲              | بوندس لیگا                   | دورتموند                | ۱–۰                     | بایرن                   |                                 |
| ۲۰۱۱–۱۲                 | ۱۹-۱۱-۲۰۱۱              | بوندس لیگا                   | بایرن                   | ۰–۱                     | دورتموند                | ب. آغاز دوره یوپ                |
| ۲۰۱۰–۱۱                 | ۲۶-۰۲-۲۰۱۱              | بوندس لیگا                   | بایرن                   | ۱–۳                     | دورتموند                |                                 |
| ۲۰۱۰–۱۱                 | ۰۳-۱۰-۲۰۱۰              | بوندس لیگا                   | دورتموند                | ۲–۰                     | بایرن                   |                                 |
| ۲۰۰۹–۱۰                 | ۱۳-۰۲-۲۰۱۰              | بوندس لیگا                   | بایرن                   | ۳–۱                     | دورتموند                |                                 |
| ۲۰۰۹–۱۰                 | ۱۲-۱۲-۲۰۰۹              | بوندس لیگا                   | دورتموند                | ۱–۵                     | بایرن                   | ب. آغاز دوره فن خال             |
| ۲۰۰۸–۰۹                 | ۰۸-۰۲-۲۰۰۹              | بوندس لیگا                   | بایرن                   | ۳–۱                     | دورتموند                |                                 |
| ۲۰۰۸–۰۹                 | ۲۳-۰۸-۲۰۰۸              | بوندس لیگا                   | دورتموند                | ۱–۱                     | بایرن                   | ب. آغاز دوره کلینزمن            |
| ۲۰۰۷–۰۸                 | ۱۹-۰۴-۲۰۰۸              | جام حذفی آلمان               | دورتموند                | ۱–۲                     | بایرن                   | د. آغاز دوره کلوپ               |
| ۲۰۰۷–۰۸                 | ۱۳-۰۴-۲۰۰۸              | بوندس لیگا                   | بایرن                   | ۵–۰                     | دورتموند                |                                 |
| ۲۰۰۷–۰۸                 | ۲۸-۱۰-۲۰۰۷              | بوندس لیگا                   | دورتموند                | ۰–۰                     | بایرن                   | ب. آغاز دوره ماگات              |
| ۲۰۰۶–۰۷                 | ۲۶٫۰۱٫۲۰۰۷              | بوندس لیگا                   | دورتموند                | ۳–۲                     | بایرن                   |                                 |
| ۲۰۰۶–۰۷                 | ۱۱٫۰۸٫۲۰۰۶              | بوندس لیگا                   | بایرن                   | ۲–۰                     | دورتموند                |                                 |
| ۲۰۰۵–۰۶                 | ۱۳٫۰۵٫۲۰۰۶              | بوندس لیگا                   | بایرن                   | ۳–۳                     | دورتموند                |                                 |
| ۲۰۰۵–۰۶                 | ۱۷٫۱۲٫۲۰۰۵              | بوندس لیگا                   | دورتموند                | ۱–۲                     | بایرن                   |                                 |
| ۲۰۰۴–۰۵                 | ۱۹٫۰۲٫۲۰۰۵              | بوندس لیگا                   | بایرن                   | ۵–۰                     | دورتموند                |                                 |
| ۲۰۰۴–۰۵                 | ۱۸٫۰۹٫۲۰۰۴              | بوندس لیگا                   | دورتموند                | ۲–۲                     | بایرن                   |                                 |
| ۲۰۰۳–۰۴                 | ۱۷٫۰۴٫۲۰۰۴              | بوندس لیگا                   | دورتموند                | ۲–۰                     | بایرن                   |                                 |
| ۲۰۰۳–۰۴                 | ۰۹٫۱۱٫۲۰۰۳              | بوندس لیگا                   | بایرن                   | ۴–۱                     | دورتموند                |                                 |
| ۲۰۰۲–۰۳                 | ۱۹٫۰۴٫۲۰۰۳              | بوندس لیگا                   | دورتموند                | ۱–۰                     | بایرن                   |                                 |
| ۲۰۰۲–۰۳                 | ۰۹٫۱۱٫۲۰۰۲              | بوندس لیگا                   | بایرن                   | ۲–۱                     | دورتموند                |                                 |
| ۲۰۰۱–۰۲                 | ۰۹٫۰۲٫۲۰۰۲              | بوندس لیگا                   | بایرن                   | ۱–۱                     | دورتموند                |                                 |
| ۲۰۰۱–۰۲                 | ۰۸٫۰۹٫۲۰۰۱              | بوندس لیگا                   | دورتموند                | ۰–۲                     | بایرن                   |                                 |
| ۲۰۰۱–۰۲                 | ۰۹٫۰۲٫۲۰۰۲              | بوندس لیگا                   | بایرن                   | ۱–۱                     | دورتموند                |                                 |
| ۲۰۰۱–۰۲                 | ۰۸٫۰۹٫۲۰۰۱              | بوندس لیگا                   | دورتموند                | ۰–۲                     | بایرن                   |                                 |
| ۲۰۰۰–۰۱                 | ۰۷٫۰۴٫۲۰۰۱              | بوندس لیگا                   | دورتموند                | ۱–۱                     | بایرن                   |                                 |
| ۲۰۰۰–۰۱                 | ۰۴٫۱۱٫۲۰۰۰              | بوندس لیگا                   | بایرن                   | ۶–۲                     | دورتموند                |                                 |
| ۱۹۹۹–۰۰                 | ۲۳٫۰۴٫۲۰۰۰              | بوندس لیگا                   | دورتموند                | ۰–۱                     | بایرن                   |                                 |
| ۱۹۹۹–۰۰                 | ۰۴٫۱۲٫۱۹۹۹              | بوندس لیگا                   | بایرن                   | ۱–۱                     | دورتموند                |                                 |
| ۱۹۹۹–۹۸                 | ۱۴٫۰۷٫۱۹۹۹              | جام حذفی آلمان نیمه نهایی    | بایرن                   | ۱–۰                     | دورتموند                |                                 |
| ۱۹۹۹–۹۸                 | ۰۳٫۰۴٫۱۹۹۹              | بوندس لیگا                   | دورتموند                | ۲–۲                     | بایرن                   |                                 |
| ۱۹۹۹–۹۸                 | ۰۴٫۱۰٫۱۹۹۸              | بوندس لیگا                   | بایرن                   | ۲–۲                     | دورتموند                | ب. آغاز دوره هیتسفلد            |
| ۱۹۹۸–۹۷                 | ۰۹٫۰۵٫۱۹۹۸              | بوندس لیگا                   | بایرن                   | ۴–۰                     | دورتموند                |                                 |
| ۱۹۹۸–۹۷                 | ۱۸٫۰۳٫۱۹۹۸              | لیگ قهرمانان اروپا           | دورتموند                | ۱–۰                     | بایرن                   |                                 |
| ۱۹۹۸–۹۷                 | ۰۴٫۰۳٫۱۹۹۸              | لیگ قهرمانان اروپا           | بایرن                   | ۰–۰                     | دورتموند                |                                 |
| ۱۹۹۸–۹۷                 | ۱۱٫۱۱٫۱۹۹۷              | بوندس لیگا                   | دورتموند                | ۰–۲                     | بایرن                   |                                 |
| ۱۹۹۷–۹۶                 | ۲۳٫۰۷٫۱۹۹۷              | جام حذفی آلمان نیمه نهایی    | بایرن                   | ۲–۰                     | دورتموند                |                                 |
| ۱۹۹۷–۹۶                 | ۱۹٫۰۴٫۱۹۹۷              | بوندس لیگا                   | دورتموند                | ۱–۱                     | بایرن                   |                                 |
| ۱۹۹۷–۹۶                 | ۲۰٫۱۰٫۱۹۹۶              | بوندس لیگا                   | بایرن                   | ۰–۰                     | دورتموند                |                                 |
| ۱۹۹۶–۹۵                 | ۳۰٫۰۳٫۱۹۹۶              | بوندس لیگا                   | بایرن                   | ۱–۰                     | دورتموند                |                                 |
| ۱۹۹۶–۹۵                 | ۰۱٫۱۰٫۱۹۹۵              | بوندس لیگا                   | دورتموند                | ۳–۱                     | بایرن                   |                                 |
| ۱۹۹۵–۹۴                 | ۲۲٫۰۴٫۱۹۹۵              | بوندس لیگا                   | بایرن                   | ۲–۱                     | دورتموند                |                                 |
| ۱۹۹۵–۹۴                 | ۲۲٫۱۰٫۱۹۹۴              | بوندس لیگا                   | دورتموند                | ۳–۱                     | بایرن                   |                                 |
| ۱۹۹۴–۹۳                 | ۲۰٫۰۳٫۱۹۹۴              | بوندس لیگا                   | بایرن                   | ۰–۰                     | دورتموند                |                                 |
| ۱۹۹۴–۹۳                 | ۲۵٫۰۹٫۱۹۹۳              | بوندس لیگا                   | دورتموند                | ۱–۱                     | بایرن                   |                                 |
| ۱۹۹۳–۹۲                 | ۱۰٫۰۴٫۱۹۹۳              | بوندس لیگا                   | بایرن                   | ۲–۰                     | دورتموند                |                                 |
| ۱۹۹۳–۹۲                 | ۲۵٫۰۹٫۱۹۹۲              | بوندس لیگا                   | دورتموند                | ۱–۲                     | بایرن                   |                                 |
| ۱۹۹۳–۹۲                 | ۱۲٫۰۹٫۱۹۹۲              | جام حذفی آلمان دوردوم        | دورتموند                | ۷–۶                     | بایرن                   |                                 |
| ۱۹۹۲–۹۱                 | ۱۰٫۰۴٫۱۹۹۲              | بوندس لیگا                   | دورتموند                | ۳–۰                     | بایرن                   |                                 |
| ۱۹۹۲–۹۱                 | ۱۲٫۱۰٫۱۹۹۱              | بوندس لیگا                   | بایرن                   | ۰–۳                     | دورتموند                |                                 |
| ۱۹۹۱–۹۰                 | ۱۷٫۰۵٫۱۹۹۱              | بوندس لیگا                   | دورتموند                | ۲–۳                     | بایرن                   |                                 |
| ۱۹۹۱–۹۰                 | ۱۰٫۱۱٫۱۹۹۰              | بوندس لیگا                   | بایرن                   | ۲–۳                     | دورتموند                |                                 |
| ۱۹۸۹–۹۰                 | ۱۲٫۰۵٫۱۹۹۰              | بوندس لیگا                   | بایرن                   | ۳–۰                     | دورتموند                |                                 |
| ۱۹۸۹–۹۰                 | ۱۸٫۱۱٫۱۹۸۹              | بوندس لیگا                   | دورتموند                | ۲–۲                     | بایرن                   |                                 |
| ۱۹۸۸–۸۹                 | ۱۵٫۰۴٫۱۹۸۹              | بوندس لیگا                   | دورتموند                | ۱–۱                     | بایرن                   |                                 |
| ۱۹۸۸–۸۹                 | ۱۲٫۱۰٫۱۹۸۸              | بوندس لیگا                   | بایرن                   | ۱–۱                     | دورتموند                |                                 |
| ۱۹۸۷–۸۸                 | ۲۸٫۱۱٫۱۹۸۷              | بوندس لیگا                   | بایرن                   | ۱–۳                     | دورتموند                |                                 |
| ۱۹۸۷–۸۸                 | ۰۱٫۰۸٫۱۹۸۷              | بوندس لیگا                   | دورتموند                | ۱–۳                     | بایرن                   |                                 |
| ۱۹۸۶–۸۷                 | ۲۱٫۰۲٫۱۹۸۷              | بوندس لیگا                   | دورتموند                | ۲–۲                     | بایرن                   |                                 |
| ۱۹۸۶–۸۷                 | ۰۹٫۰۸٫۱۹۸۷              | بوندس لیگا                   | بایرن                   | ۲–۲                     | دورتموند                |                                 |
| ۱۹۸۵–۸۶                 | ۱۲٫۰۴٫۱۹۸۶              | بوندس لیگا                   | دورتموند                | ۰–۳                     | بایرن                   |                                 |
| ۱۹۸۵–۸۶                 | ۰۹٫۱۱٫۱۹۸۵              | بوندس لیگا                   | بایرن                   | ۰–۱                     | دورتموند                |                                 |
| ۱۹۸۴–۸۵                 | ۰۲٫۰۳٫۱۹۸۵              | بوندس لیگا                   | دورتموند                | ۱–۱                     | بایرن                   |                                 |
| ۱۹۸۴–۸۵                 | ۱۵٫۰۹٫۱۹۸۴              | بوندس لیگا                   | بایرن                   | ۱–۰                     | دورتموند                |                                 |
| ۱۹۸۳–۸۴                 | ۱۹٫۰۵٫۱۹۸۴              | بوندس لیگا                   | دورتموند                | ۱–۱                     | بایرن                   |                                 |
| ۱۹۸۳–۸۴                 | ۰۳٫۱۲٫۱۹۸۳              | بوندس لیگا                   | بایرن                   | ۱–۰                     | دورتموند                |                                 |
| ۱۹۸۲–۸۳                 | ۲۱٫۰۵٫۱۹۸۳              | بوندس لیگا                   | دورتموند                | ۴–۴                     | بایرن                   |                                 |
| ۱۹۸۲–۸۳                 | ۲۷٫۱۱٫۱۹۸۲              | بوندس لیگا                   | بایرن                   | ۳–۰                     | دورتموند                |                                 |
| ۱۹۸۱–۸۲                 | ۱۳٫۰۳٫۱۹۸۲              | بوندس لیگا                   | بایرن                   | ۳–۱                     | دورتموند                |                                 |
| ۱۹۸۱–۸۲                 | ۰۵٫۱۲٫۱۹۸۱              | بوندس لیگا                   | بایرن                   | ۴–۰                     | دورتموند                |                                 |
| ۱۹۸۱–۸۲                 | ۲۶٫۰۹٫۱۹۸۱              | جام حذفی آلمان دورسوم        | دورتموند                | ۲–۰                     | بایرن                   |                                 |
| ۱۹۸۰–۸۱                 | ۲۴٫۰۱٫۱۹۸۱              | بوندس لیگا                   | دورتموند                | ۲–۲                     | بایرن                   |                                 |
| ۱۹۸۰–۸۱                 | ۱۹٫۰۸٫۱۹۸۰              | بوندس لیگا                   | بایرن                   | ۵–۳                     | دورتموند                |                                 |
| ۱۹۷۹–۸۰                 | ۰۳٫۰۵٫۱۹۸۰              | بوندس لیگا                   | دورتموند                | ۱–۰                     | بایرن                   |                                 |
| ۱۹۷۹–۸۰                 | ۲۴٫۱۱٫۱۹۷۹              | بوندس لیگا                   | بایرن                   | ۴–۲                     | دورتموند                |                                 |
| ۱۹۷۸–۷۹                 | ۱۰٫۰۲٫۱۹۷۹              | بوندس لیگا                   | بایرن                   | ۴–۰                     | دورتموند                |                                 |
| ۱۹۷۸–۷۹                 | ۱۲٫۰۸٫۱۹۷۸              | بوندس لیگا                   | دورتموند                | ۱–۰                     | بایرن                   |                                 |
| ۱۹۷۷–۷۸                 | ۰۴٫۰۳٫۱۹۷۸              | بوندس لیگا                   | دورتموند                | ۱–۱                     | بایرن                   |                                 |
| ۱۹۷۷–۷۸                 | ۱۲٫۱۰٫۱۹۷۷              | بوندس لیگا                   | بایرن                   | ۳–۰                     | دورتموند                |                                 |
| ۱۹۷۶–۷۷                 | ۱۲٫۰۳٫۱۹۷۷              | بوندس لیگا                   | بایرن                   | ۱–۲                     | دورتموند                |                                 |
| ۱۹۷۶–۷۷                 | ۰۲٫۱۰٫۱۹۷۶              | بوندس لیگا                   | دورتموند                | ۳–۳                     | بایرن                   |                                 |
| ۱۹۷۱–۷۲                 | ۲۴٫۰۶٫۱۹۷۲              | بوندس لیگا                   | دورتموند                | ۰–۱                     | بایرن                   |                                 |
| ۱۹۷۱–۷۲                 | ۲۷٫۱۱٫۱۹۷۱              | بوندس لیگا                   | بایرن                   | ۱۱–۱                    | دورتموند                |                                 |
| ۱۹۷۰–۷۱                 | ۰۴٫۰۵٫۱۹۷۱              | بوندس لیگا                   | بایرن                   | ۱–۱                     | دورتموند                |                                 |
| ۱۹۷۰–۷۱                 | ۲۸٫۰۸٫۱۹۷۰              | بوندس لیگا                   | دورتموند                | ۰–۰                     | بایرن                   |                                 |
| ۱۹۶۹–۷۰                 | ۰۷٫۰۲٫۱۹۷۰              | بوندس لیگا                   | دورتموند                | ۱–۳                     | بایرن                   |                                 |
| ۱۹۶۹–۷۰                 | ۱۲٫۰۹٫۱۹۶۹              | بوندس لیگا                   | بایرن                   | ۳–۰                     | دورتموند                |                                 |
| ۱۹۶۸–۶۹                 | ۱۹٫۰۴٫۱۹۶۹              | بوندس لیگا                   | دورتموند                | ۰–۱                     | بایرن                   |                                 |
| ۱۹۶۸–۶۹                 | ۳۰٫۱۰٫۱۹۶۸              | بوندس لیگا                   | بایرن                   | ۴–۱                     | دورتموند                |                                 |
| ۱۹۶۷–۶۸                 | ۰۲٫۰۴٫۱۹۶۸              | بوندس لیگا                   | بایرن                   | ۲–۱                     | دورتموند                |                                 |
| ۱۹۶۷–۶۸                 | ۰۹٫۰۹٫۱۹۶۷              | بوندس لیگا                   | دورتموند                | ۶–۳                     | بایرن                   |                                 |
| ۱۹۶۶–۶۷                 | ۰۳٫۰۶٫۱۹۶۷              | بوندس لیگا                   | دورتموند                | ۴–۱                     | بایرن                   |                                 |
| ۱۹۶۶–۶۷                 | ۱۷٫۱۲٫۱۹۶۶              | بوندس لیگا                   | بایرن                   | ۱–۰                     | دورتموند                |                                 |
| ۱۹۶۵–۶۶                 | ۱۲٫۰۳٫۱۹۶۶              | بوندس لیگا                   | دورتموند                | ۳–۰                     | بایرن                   |                                 |
| ۱۹۶۵–۶۶                 | ۰۲٫۰۱٫۱۹۶۶              | جام حذفی آلمان Qualifikation | بایرن                   | ۲–۰                     | دورتموند                |                                 |
| ۱۹۶۵–۶۶                 | ۱۶٫۱۰٫۱۹۶۵              | بوندس لیگا                   | بایرن                   | ۱–۲                     | دورتموند                |                                 |

اطلاعات به روز شده: فصل ۲۰۱۳/۲۰۱۴. مسابقات دوستانه یا منطقه‌ای را شامل نمی‌شوند.
| آمار کلی تمامی رقابت‌ها | آمار کلی تمامی رقابت‌ها | آمار کلی تمامی رقابت‌ها | آمار کلی تمامی رقابت‌ها | آمار کلی تمامی رقابت‌ها | آمار کلی تمامی رقابت‌ها | آمار کلی تمامی رقابت‌ها |
| رقابت                  | شمار رویارویی          | بایرن                  | دورتموند               | برابری                 | گل بایرن               | گل دورتموند            |
| ---------------------- | ---------------------- | ---------------------- | ---------------------- | ---------------------- | ---------------------- | ---------------------- |
| لیگ قهرمانان اروپا     | ۳                      | ۱                      | ۱                      | ۱                      |                        |                        |
| بوندس لیگا             | ۹۲                     | ۴۱                     | ۲۸                     | ۲۳                     |                        |                        |
| جام حذفی آلمان         | ۷                      | ۵                      | ۱                      | ۱                      |                        |                        |
| سوپر جام فوتبال آلمان  | ۵                      | ۱                      | ۴                      | ۰                      |                        |                        |
| لیگا پوکال             | ۲                      | ۲                      | ۰                      | ۰                      |                        |                        |
| جمع                    | ۱۰۸                    | ۴۹                     | ۳۴                     | ۲۵                     | ۱۹۷                    | ۱۱۵                    |

اطلاعات به روز شده: ۲۰۱۵٬۰۴٬۲۷. مسابقات دوستانه یا منطقه‌ای را شامل نمی‌شوند.
| رقابت در لیگ قهرمانان اروپا | رقابت در لیگ قهرمانان اروپا | رقابت در لیگ قهرمانان اروپا | رقابت در لیگ قهرمانان اروپا | رقابت در لیگ قهرمانان اروپا | رقابت در لیگ قهرمانان اروپا |
| تاریخ                       | مرحله                       | 0                           | نتیجه                       | 0                           | توضیحات                     |
| --------------------------- | --------------------------- | --------------------------- | --------------------------- | --------------------------- | --------------------------- |
| ۲۵٫۰۵٫۲۰۱۳                  | فینال                       | بایرن                       | ۱:۲                         | دورتموند                    | 0                           |
| ۱۸٫۰۳٫۱۹۸۸                  | qf-۲                        | بایرن                       | ۱:۰                         | دورتموند                    | 0                           |
| ۰۴٫۰۳٫۱۹۹۸                  | qf-۱                        | دورتموند                    | ۰:۰                         | بایرن                       | 0                           |

## سایر رقابت‌های تاریخی و درخور توجه هر دو تیم
'بروسیا دورتموند': شالکه۰۴ ،بوخوم، مونشن‌گلادباخ
'بایرن مونیخ': شالکه۰۴، اف سی نورنبرگ، اشتوتگارت، مونیخ ۱۸۶۰